# Austrijska vaterpolska reprezentacija
Austrijska vaterpolska reprezentacija predstavlja državu Austriju u športu vaterpolu.
Krovna organizacija: Österreichischer Schwimmverband

## Uspjesi
Od 1930-ih godina, austrijsko vaterpolska reprezentacija nema velikih uspjeha na vaterpolskim natjecanjima.
Europska prvenstva:

brončano odličje na europskom prvenstvu 1931. u Parizu
Olimpijske igre:
- 1900. — nisu sudjelovali
- 1904. — nisu sudjelovali
- 1908. — nisu sudjelovali
- 1912. — 4. mjesto
- 1920. — nisu sudjelovali
- 1924. — nisu sudjelovali
- 1928. — nisu sudjelovali
- 1932. — nisu sudjelovali
- 1936. — 6. mjesto
- 1948. — nisu sudjelovali
- 1952. — prvi krug
- 1956. — nisu sudjelovali
- 1960. — nisu sudjelovali
- 1964. — nisu sudjelovali
- 1968. — nisu sudjelovali
- 1972. — nisu sudjelovali
- 1976. — nisu sudjelovali
- 1980. — nisu sudjelovali
- 1984. — nisu sudjelovali
- 1988. — nisu sudjelovali
- 1992. — nisu sudjelovali
- 1996. — nisu sudjelovali
- 2000. — nisu sudjelovali
- 2004. — nisu sudjelovali
- 2008. — nisu sudjelovali
- 2012. — nisu sudjelovali

Razvojni trofej FINA-e u vaterpolu
- 2015.:  bronca
- 2017.:  bronca
- 2019.:  srebro

.